# Secteur pavé de Capelle-sur-Écaillon à Ruesnes

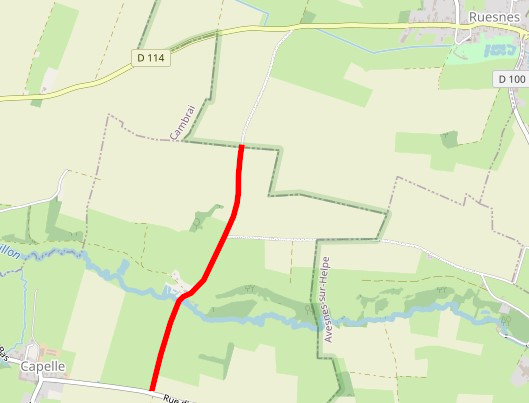
Pavé de Capelle-sur-Écaillon à Ruesnes

Le secteur pavé de Capelle-sur-Écaillon à Ruesnes (ou secteur pavé du Buat) est situé dans la commune de Capelle-sur-Écaillon. Il est emprunté lors de la course cycliste Paris-Roubaix. Il a été emprunté pour la première fois en 2005, puis jusqu'en 2012 inclus. Il est classé 3 étoiles de difficulté, d'une longueur de 1 700 m et représente l'unique côte pavée de la course. Il est aussi connu sous le nom de secteur du Buat.

## Description
L’entrée est à 91 m d’altitude, la fin à 102 m. Le secteur est quasiment en ligne droite. On débute par une descente à 4 % sur 700 m, puis on attaque la côte (au point le plus bas, on est à 66 m d’altitude) sur 400 m à 7 %, puis un faux plat montant à 2 % sur 500 m. La partie la plus pentue sera franchie selon les spécialistes avec un plateau de 46 dents.

## Caractéristiques
- Longueur : 1 700 mètres
- Difficulté : 3 étoiles
- Secteur n° 24 (avant l'arrivée)

## Sources
Les amis de Paris Roubaix